# Fernando Prado Ayuso
Fernando Prado Ayuso, C.M.F (Bilbau, 28 de agosto de 1969), é um missionário claretiano e sacerdote basco. Atualmente é Diretor da Editora Claretiana de Madri (editora de grande parte dos escritos do Papa Francisco na Espanha) e professor de teologia no Instituto Teológico de Vida Religiosa de Madri. Em 31 de outubro de 2022, foi nomeado Bispo de San Sebastián 

## Biografia

### Primeiros anos e treinamento
Sua infância e juventude foram passadas no bairro de Las Arenas (Getxo). Vinculado desde criança à Paróquia Nuestra Señora de las Mercedes. Estudou o EGB, o BUP e o COU na Escola Andrés de Urdaneta (Loiu-Bizkaia). Com estudos avançados em Jornalismo, em 1992 ingressou na Congregação dos Missionários Claretianos. Depois de completar o Noviciado (Vitória), fez os primeiros votos em 27 de agosto de 1994 e se mudou para o Teologado Claretiano de Bilbao para continuar sua formação inicial. Lá realizou seus estudos teológico-sacerdotais (Universidade de Deusto) e aperfeiçoou seu basco, obtendo o EGA (Euskararen Gaitasun Agiria).
Depois de completar seus estudos, fez a profissão perpétua (27 de setembro de 1998) e ingressou em sua primeira missão na comunidade claretiana de Donostia-San Sebastián. Lá se dedicará à educação escolar (Mariaren Bihotza Ikastola) e à pastoral infanto-juvenil (Mariaren Bihotza-Paróquia Coração de Maria).

## Sacerdócio
Em 7 de maio de 2000, recebeu a ordenação sacerdotal de Dom Juan María Uriarte e continuou a trabalhar pastoralmente na paróquia Ikastola Mariaren Bihotza. Em 2002 foi destinado à comunidade geral claretiana de Buen Suceso em Madri.
O então superior geral, Aquilino Bocos Merino, nomeou-o diretor da editora Publicaciones Claretianas. A partir de então, seu trabalho permaneceu fundamentalmente ligado à animação e formação da vida consagrada através do trabalho editorial e do ensino. Capelão na residência universitária das Irmãs da Caridade do Sagrado Coração (2003-2014) e das Missionárias da Docência Concepcionistas (2015-). Da mesma forma, desde a sua abertura em 2014 tem colaborado como sacerdote voluntário na Igreja de San Antón em Madrid. De 2003 a 2016 colaborou durante o verão como sacerdote visitante na Arquidiocese de Los Angeles (Califórnia) e Chicago (Illinois), a serviço do ministério hispânico, fundamentalmente.
Licenciado em Ciências da Informação (Jornalismo) pela Universidade do País Basco (UPV/EHU) e mestre em Editoração (Universidade de Salamanca) e licenciado em Ciências Eclesiásticas (Baccalaureatus in Theologia) pela Universidade de Deusto e Licenciado em Teologia (Vida Religiosa) pela Universidade Pontifícia de Salamanca.
Sua tese de bacharelado em teologia, publicada posteriormente, centrou-se no ministério ordenado dos religiosos na Igreja.
Desde 2004 é professor na Aula do Noviciado e em outros programas de formação voltados à vida consagrada na Escola Regina Apostolorum (Madri) , onde leciona as disciplinas de Redes Sociais e Teologia da missão . Desde 2010 é professor visitante no Instituto Teológico da Vida Religiosa de Madri, onde leciona a disciplina de Teologia da Missão no Biênio Teológico para licenciaturas, além de outros cursos e seminários.
Autor de vários livros e artigos especializados, em 2018 publicou A Força da Vocação, livro-entrevista com o Papa Francisco  , publicado sob o selo de 15 editoras internacionais e traduzido para 10 idiomas, inclusive chinês. Desde 2004 é editor do conhecido blog de notícias masdecerca.com voltado para a vida consagrada em língua espanhola e desde 2018 colabora no talk show La lantern de la Iglesia  na rede COPE .

## Episcopado

### Bispo de São Sebastião
Em 31 de outubro de 2022, é nomeado bispo da diocese de San Sebastián, sede onde receberá a ordenação episcopal e assumirá o cargo nos próximos meses.